# Jack Bros.
A Jack Bros., Jakku Burazāsu no Meiro de Hīhō! (ジャック・ブラザースの迷路でヒーホー!; magyaros átírással Burazászu no Meiro de Híhó!) az egyetlen videójáték amit az Atlus kiadott Nintendo Virtual Boyra. A játék korábbi neve Devil Busters volt, de ezt megváltoztatták.
A Jack Bros. a Megami Tensei kabalafigurái. A játék címében a Hīhō a nevetésükre utal. Az egyik figura egy hóember, őt Jack Frost-nak hívják, a másik pedig egy töklámpás akit Jack Lantern-nek (Pyro Jack) hívnak. A játékban van egy harmadik szereplő, Jack the Ripper (Amerikában Jack Skelton) is. Ez az első Megami Tensei játék amit hivatalosan kiadtak Amerikában.
A játék felülnézetben játszódik, 3 dimenziós Virtual Boy elemekkel és monokróm színekkel. A játékban 6 pálya van. Minden pályán van egy időkorlát ami egyre kevesebb lesz ha a játékost találat éri.
| Publikáció            | Pont |
| --------------------- | ---- |
| GameFan Magazine      | 89   |
| Defunct Games         | 81   |
| Game Zero             | 76   |
| The Video Game Critic | 25   |